# Список альбомов № 1 в США в 2016 году (Billboard)

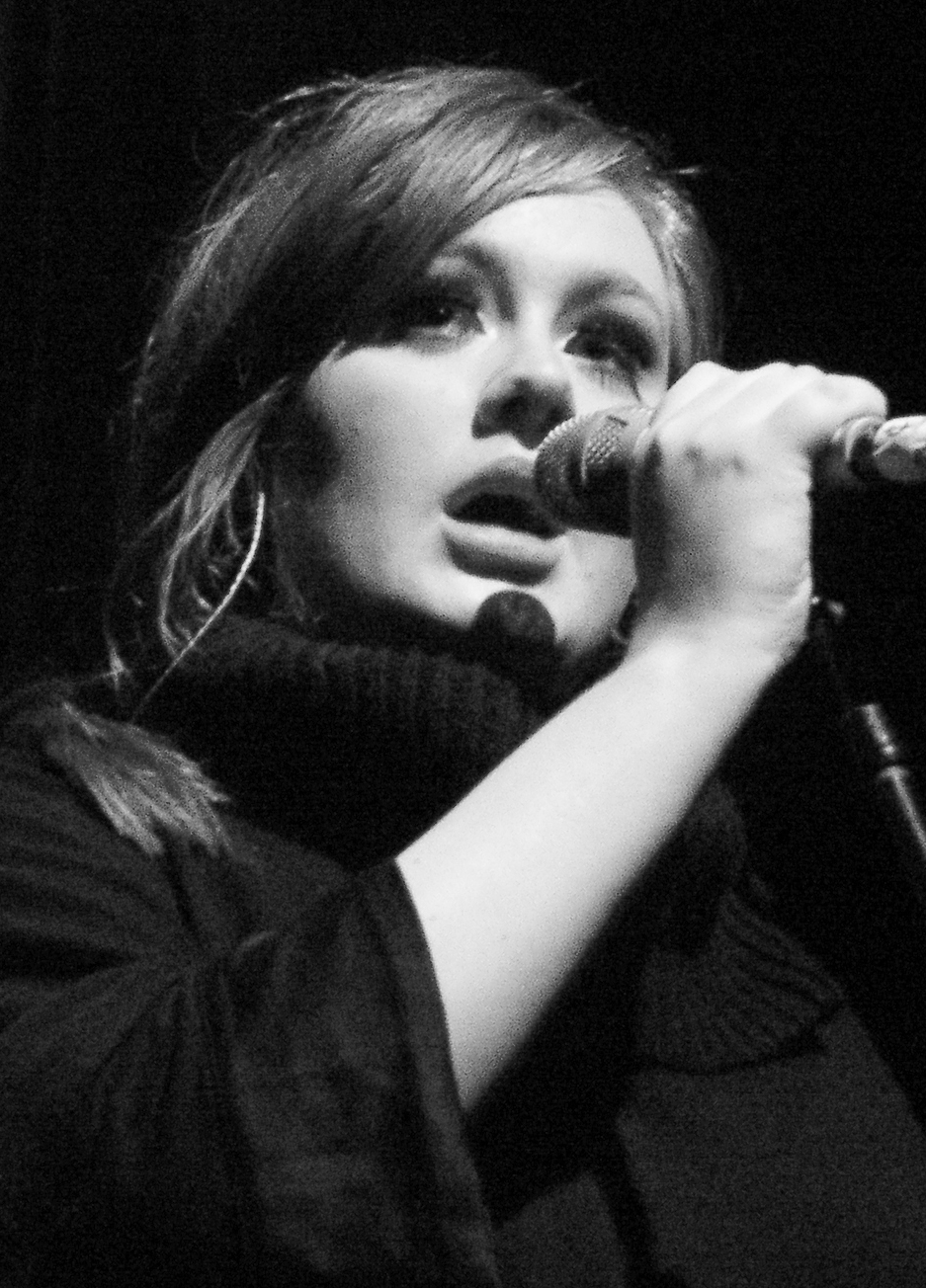
Певица Адель с альбомом «25» стала первым лидером года в США (сначала 3 недели № 1 в 2015 и ещё неделю в 2016).

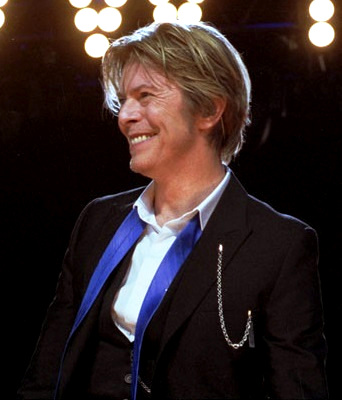
Дэвид Боуи посмертно возглавил хит-парад с альбомом «Blackstar».

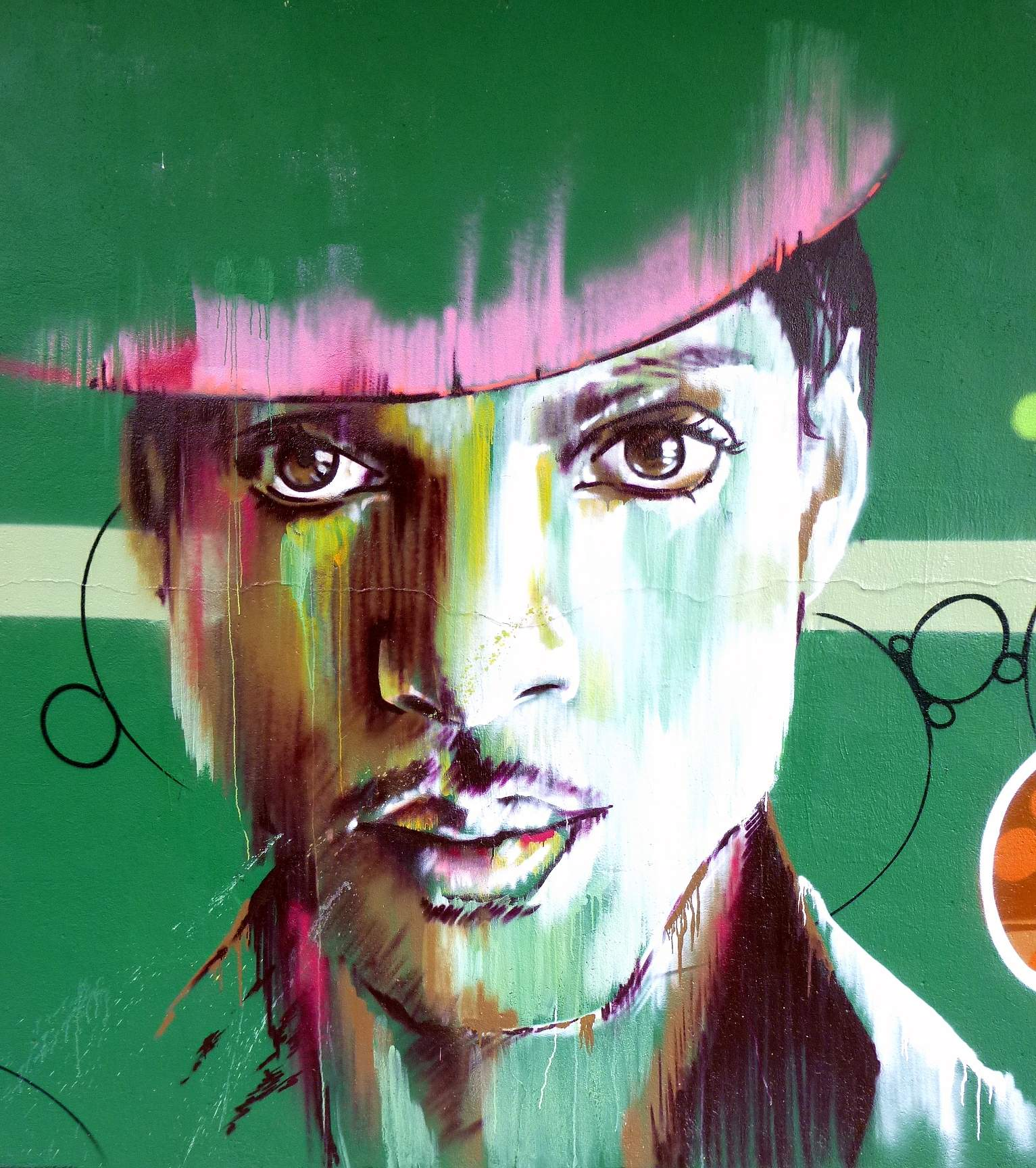
Принс посмертно возглавил хит-парад со своим старым сборником лучших песен альбомом «The Very Best of Prince».

Список альбомов № 1 в США в 2016 году (#1 2016 Billboard 200) включает альбомы, возглавлявшие главный хит-парад Северной Америки каждую из 52 недель 2016 года по данным старейшего музыкального журнала США Billboard (данные стали известны заранее, так как публикуются в сети на неделю вперёд).

## Общие сведения
- 2 января (данные становятся известны заранее; этот чарт, датированный вторым январем 2016 года впервые озвучивается на сайте Billboard 22 декабря 2015 года) хит-парад снова возглавил альбом 25 британской певицы по имени Адель. Ранее, он уже три недели возглавлял чарт США в декабре 2015 года с рекордными тиражами (более 5 млн копий). В четвёртую неделю лидерства добавилось ещё 825 тыс. эквивалентных альбомных единиц, включая 790 тыс. копий (истинных альбомных продаж). Или в сумме за 4 недели 5,98 млн копий (по неделям: 3,38 + 1,11 + 0,695 + 0,790 млн). Это самый большой годовой тираж одного альбома с 2008 года, когда диск Fearless певицы Тейлор Свифт достиг показателя в 7 млн копий. Одновременно и прошлые альбомы певицы снова стали популярны: 21 вернулся в top-10 в Billboard 200 (поднявшись 14-10), а 19 вошёл в top 40 (поднявшись 48-36)[3].
- В чарте с 9 января (на сайте Billboard он полностью появляется 29 декабря) Адель в 5-ю неделю подряд лидировала со своим альбомом 25 и было продано ещё 1,15 млн копий (истинных альбомных продаж или 1,19 млн эквивалентных альбомных единиц); в сумме 7,13 млн. Этому способствовали рождественские праздники. Тем самым, диск 25 стал первым, кому удалось 3 недели иметь тираж более одного миллиона копий[4]. В чарте с 16 января (на сайте Billboard он полностью появляется 5 января) Адель в 6-ю неделю подряд лидировала со своим альбомом 25 и было продано ещё 307,000 копий (истинных альбомных продаж или 363,000 эквивалентных альбомных единиц); в сумме 7,44 млн. Тем самым, диск 25 стал первым за 15 лет, кому удалось 6 недель подряд иметь тираж более 300 тыс. копий (тогда в 2001 году 8 недель лидировал альбом Weathered рок-группы Creed)[5]. В чарте с 23 января (на сайте Billboard он полностью появляется 12 января) Адель в 7-ю неделю подряд лидировала со своим альбомом 25 и было продано ещё 164,000 копий (истинных альбомных продаж или 194,000 эквивалентных альбомных единиц); в сумме 7,6 млн. Последний раз женщина более семи недель лидировала в 1987 году: альбом Whitney певицы Уитни Хьюстон в июне-сентябре 1987 года был 11 недель на позиции № 1[6].
- 30 января на первом месте дебютировал диск Blackstar, последний студийный альбом британского музыканта Дэвида Боуи (умершего 10 января 2016, спустя два дня после релиза), первый в его карьере чарттоппер в США (а в Великобритании он стал 10-м чарттоппером). Смерть великого музыканта позволила вернуться в чарт Billboard 200 сразу 9 старым дискам певца. Среди них в top 40: сборник Best of Bowie (№ 4) и The Rise and Fall of Ziggy Stardust and the Spiders From Mars (№ 21). В результате Blackstar и Best of Bowie довели число дисков Боуи в top 10 до девяти. Ранее в десятке лучших альбомов в США были The Next Day (№ 2 в 2013), Let’s Dance (№ 4, 1983), ChangesOneBowie (№ 10, 1976), Station to Station (№ 3, 1976), Young Americans (№ 9, 1975), David Live (№ 8, 1974) и Diamond Dogs (№ 5, 1974). Последний раз посмертный альбом дебютировал на позиции № 1 в 2009 году, когда в ноябре вышел диск This Is It умершего тогда Майкла Джексона[7].
- 13 февраля 2016 года после двух недель нахождения на втором месте Адель вернулась на первое место (в сумме 8-я неделя на № 1) с тиражом 97,000 копий. В сумме за 10 недель релиза тираж составил 7,94 млн[8].
- Во второй половине февраля лидировали диски Anti певицы Рианны (2-й в её карьере чарттоппер после Unapologetic)[9] и Evol рэпера Фьючера (3-й его чарттоппер)[10].
- 5 марта 2016 года после двух недель нахождения на втором и третьем месте Адель вернулась на первое место (в сумме 9-я неделя на № 1) с тиражом 125,000 копий. В сумме за 12 недель релиза тираж составил 8 млн[11]. Оставаясь и на следующую неделю на позиции № 1 суммарное число недель на первом месте альбома 25 достигло 10[12].
- 7 мая чарт возглавил альбом The Very Best of Prince (его 40-я неделя в чарте с дебюта в 2001 году), сборник лучших песен певца Принса, умершего 21 апреля 2016 года. Это его 18-й диск в Top-10 и 5-й чарттоппер музыканта после дисков 3121 (1 неделя на позиции № 1 в 2006 году), саундтрека Batman (6 недель № 1 в 1989), Around the World in a Day (3 недели № 1 в 1985) и Purple Rain (24 недели на № 1 в 1984 и 1985). Одновременно восемь альбомов Принса вошли в чарт Billboard 200 (три в десятку лучших): № 2 — Purple Rain (100-я неделя в чарте), № 6 — The Hits/The B-Sides (13-я неделя в чарте), 1999 (№ 31, 154-я неделя в чарте), сборник Ultimate Prince (№ 61, 7-я неделя в чарте), Sign ‘O’ the Times (№ 95, 55-я неделя в чарте), HITnRun: Phase One (№ 147, 4-я неделя в чарте) и Prince (№ 160, 29-я неделя в чарте)[13].
- 14 мая чарт возглавил альбом Lemonade певицы Бейонсе (653,000 эквивалентных альбомных единиц, включая 485,000 истинных альбомных продаж). Это её 6-й чарттоппер после Beyonce (2013), 4 (2011), I Am… Sasha Fierce (2008), B’Day (2006) и Dangerously In Love (2003). Бейонсе стала первым в истории исполнителем, у которого все первые шесть студийных альбомов достигли первого места в американском хит-параде Billboard 200 (и все сразу дебютировали на вершине). Ранее по 5 первых студийников-чарттопперов имели рэпер DMX (1998—2003) и фолк-группа The Kingston Trio (1958-60). Одновременно у Принса сразу пять его дисков находились в Top-10: The Very Best of Prince (№ 2), Purple Rain (№ 3), The Hits/The B-Sides (№ 4), сборник Ultimate Prince (№ 6, 19-й диск Принса в Top-10), 1999 (№ 7)[14].
- 21 мая чарт возглавил альбом Views рэпера Дрейка (1,04 млн эквивалентных альбомных единиц, включая 852,000 истинных альбомных продаж). Это рекордные цифры за последние полгода впервые после диска «25» певицы Adele, чей тираж в его 5-ю неделю релиза составил в сумме 1,19 млн единиц (24 декабря 2015 года). Это 6-й чарттоппер рэпера после «What a Time To Be Alive» (вместе с Future, № 1 в 2015 году), «If You’re Reading This It’s Too Late» (2015), «Nothing Was the Same» (2013), «Take Care» (2012) и «Thank Me Later» (2010)[15]. Диск Дрейка стал первым за 5 лет среди мужчин-исполнителей, которому удалось 5 недель возглавлять хит-парад США. Ранее в декабре 2011 — январе 2012 гг это удалось Michael Buble с альбомом «Christmas»[16].
- 25 июня альбом Views рэпера Дрейка шестую неделю подряд возглавлял американский хит-парад. В результате Дрейк стал первым за 10 лет среди мужчин-исполнителей, которому удалось 6 и более недель возглавлять хит-парад США. Ранее в марте — апреле 2005 гг это удалось 50 Cent с альбомом The Massacre. 7 недель был лидером Эминем с альбомом «Recovery» в июле — сентябре 2010 года (но не подряд, а с перерывами). Но среди всех сольных певцов и певиц лидерами в последние десять лет являются женщин-певицы. Тейлор Свифт с 2008 года впустила три диска, каждый из которых пробыл на позиции № 1 не менее 7 недель. Певица Adele с двумя своими последними студийными сольниками — 25 и 21— лидировала 10 (из них 7 подряд) и 24 недели соответственно. Саундтрек Frozen провёл 13 недель на первом месте (из них 8 подряд)[17].
- 9 июля альбом Views рэпера Дрейка восьмую неделю подряд возглавлял американский хит-парад и стал только четвёртым в истории альбомом стиля хип-хоп, которым удавалось 8 и более недель быть на первом месте. Ранее это были The Marshall Mathers LP (8 недель № 1 в 2000), Vanilla Ice’s To the Extreme (16 недель № 1 в 1990 и 1991) и M.C. Hammer’s Please Hammer, Don’t Hurt ’Em (21 неделя № 1 в 1990). По 7 недель были № 1 хип-хоп диски : Beastie Boys’ Licensed to Ill (1987), OutKast’s Speakerboxxx/The Love Below (2003—2004) и Eminem’s Recovery (2010)[18]. В сумме альбом Views провёл 9 недель на вершине чарта[19].
- 23 июля чарт возглавил альбом California калифорнийской рок-группы Blink-182. Это второй их чарттоппер впервые за 15 лет, после 2001 года, когда на позиции № 1 был диск Take Off Your Pants and Jacket[20].
- 10 сентября первое место занял альбом Blonde Фрэнка Оушена с тиражом 276 тыс. эквивалентных единиц (включая 232 тыс. традиционных альбомных продаж и 44 тыс. стриминговых эквивалентных альбомов). Что стало третьим самым мощным дебютом в 2016 году после альбома Views  рэпера Дрейка (1,04 млн единиц, включая 852 тыс. традиционных продаж) и Beyonce’s Lemonade (653 тыс. и 485 тыс., соответственно). При этом стриминг шёл только через интернет-магазины Apple Music, а продажи через iTunes Store (и только полным альбомом, а не отдельными треками)[21].
- 1 октября в десятку лучших альбомов США вошёл 32-й диск группы Beatles: концертный Live at the Hollywood Bowl (№ 7), это восстановленное, ремикшированное и расширенное переиздание диска, вышедшего ещё 1977 года. Большее число альбомов в Top-10 чарта Billboard 200 (с 24 марта 1956, когда возник Best Selling Popular Albums) было только у The Rolling Stones (36, рекорд), Barbra Streisand (34) и Frank Sinatra (32). Новый альбом, как и его предшественник 1977 года, The Beatles at the Hollywood Bowl (№ 2 в 1977), содержит песни, исполненные The Beatles на трёх концертах в Голливуд-боуле в 1964 и 1965 годах. Последним диском британского квартета в чарте был On Air — Live at the BBC Volume 2 (2013, № 7)[22].
- 1 октября первое место занял альбом They Don’t Know кантри-певца Джейсона Олдина, третий чарттоппер в его карьере после Old Boots, New Dirt (№ 1 в 2014, тираж 278 000 копий) и Night Train (№ 1 в 2012, 409 000). Тираж They Don’t Know составил 138 000 эквивалентных альбомных единиц (включая 131,000 традиционных альбомных продаж) в первую неделею релиза. В целом, They Don’t Know стал для Олдина его шестым в top-10 и седьмым в чарте. Ранее в десятку лучших входили его альбомы My Kinda Party (№ 2 в 2010), Wide Open (№ 4 в 2009) и Relentless (No. 4 in 2007). Его одноимённый диск был на № 37 в 2005 году[23].
- 8 октября спустя 7 недель (самое большой перерыв за 3 года) не первое место вернулся альбом Views рэпера Дрейка (в сумме 13-я неделя на позиции № 1). Ещё больший перерыв был в 2012-13 годах, когда после дебюта на вершине 13 и 20 октября на вершину спустя 17 недель 2 марта 2013 года вернулся диск Babel группы Mumford & Sons (получивший Грэмми как лучший альбом года)[24].
- 22 октября альбом A Seat at the Table соул-певицы Соланж Ноулз (младшей сестры Бейонсе) дебютировал на позиции № 1[25]. В результате вместе с Бейонсе они стали первыми сёстрами, обе имеющие сольные чарттопперы в Billboard 200 в один календарный год. В один года на вершине чарта ранее были из сиблингов только брат и сестра Майкл Джексон и Джанет Джексон, когда в 2001 году лидировали их альбомы Invincible  и All for You. Единственными другими братьями с сольными альбомами на вершине чарта Billboard 200 были рэперы Master P (в 1997 и 1998) и Silkk the Shocker (1999)[26][27]. Всего У Бейонсе и Майкла Джексона (с 1983 по 2009) было по 6 чарттопперов, а у Джанет Джексон семь (с 1986 по 2015). Немного не хватило до этих рекордсменов ещё двум парам сестёр. Эшли Симпсон (два № 1, Autobiography в 2004 и I Am Me в 2005) и её младшая сестра Джессика Симпсон (четыре диска в top-10, включая № 2 In This Skin в 2004). Toni Braxton с шестью top-10 (включая № 1 в  1994), и её сестра Тэймар Брэкстон с двумя top-10 (включая № 2 Love and War в 2013).В семье Джексонов есть и ещё одно рекордное достижение, когда их брат Джермейн Джексон вошёл в top-10 с альбомом Let’s Get Serious (№ 6 в 1980 году)[28].
- 12 ноября хит-парад возглавил альбом Joanne певицы Леди Гага. Его тираж в дебютную неделю составил 201,000 эквивалентных альбомных единиц (с учётом треков и стриминга), включая 170,000 копий традиционных альбомных продаж. Это 4-й диск Lady Gaga на позиции № 1 в США после предыдущих чарттопперов: Cheek to Cheek (вместе с Tony Bennett, в 2014 году), Artpop (2013) и Born This Way (2011). Леди Гага стала первой певицей десятилетия (2010-е) с четырьмя альбомами во главе крупнейшего чарта Billboard 200. В эту декаду по три диска-чарттоппера из женщин имели только Бейонсе и Тейлор Свифт. С учётом мужчин и групп здесь впереди Джастин Бибер и Дрейк (у них по 6 альбомов на позиции № 1 в Billboard 200), а также One Direction (4) и Канье Уэст (4)[29].
- 19 ноября альбом This House Is Not for Sale рок-группы Bon Jovi дебютировал на позиции № 1. Это их 13-й диск в лучшей десятке (top-10) и 6-й альбом на вершине американского хит-парада после What About Now (№ 1 в 2013 году), The Circle (2009), Lost Highway (2007), New Jersey (1988) и Slippery When Wet (1986)[30].
- 10 декабря  альбом Hardwired... to Self-Destruct американской хэви-метал группы Metallica дебютировал на позиции № 1. Это их 6-й альбом на вершине американского хит-парада после  Death Magnetic (№ 1 в 2008 году), St. Anger (2003), Reload (1997), Load (1996) и Metallica (1991)[31].

## Список 2016 года
| Дата        | Альбом № 1 недели                                                       | Исполнитель                     | Ссылка |
| ----------- | ----------------------------------------------------------------------- | ------------------------------- | ------ |
| 2 января    | 25                                                                      | Адель                           | [ 3 ]  |
| 9 января    | 25                                                                      | Адель                           | [ 4 ]  |
| 16 января   | 25                                                                      | Адель                           | [ 5 ]  |
| 23 января   | 25                                                                      | Адель                           | [ 6 ]  |
| 30 января   | Blackstar                                                               | Дэвид Боуи                      | [ 7 ]  |
| 6 февраля   | Death of a Bachelor                                                     | Panic! at the Disco             | [ 32 ] |
| 13 февраля  | 25                                                                      | Адель                           | [ 8 ]  |
| 20 февраля  | Anti                                                                    | Рианна                          | [ 9 ]  |
| 27 февраля  | Evol                                                                    | Future                          | [ 10 ] |
| 5 марта     | 25                                                                      | Адель                           | [ 11 ] |
| 12 марта    | 25                                                                      | Адель                           | [ 12 ] |
| 19 марта    | I Like It When You Sleep, for You Are So Beautiful Yet So Unaware of It | The 1975                        | [ 33 ] |
| 26 марта    | untitled unmastered.                                                    | Кендрик Ламар                   | [ 34 ] |
| 2 апреля    | Anti                                                                    | Рианна                          | [ 35 ] |
| 9 апреля    | This Is What the Truth Feels Like                                       | Gwen Stefani                    | [ 36 ] |
| 16 апреля   | Mind of Mine                                                            | Зейн                            | [ 37 ] |
| 23 апреля   | The Life of Pablo                                                       | Канье Уэст                      | [ 38 ] |
| 30 апреля   | Cleopatra                                                               | The Lumineers                   | [ 39 ] |
| 7 мая       | The Very Best of Prince                                                 | Prince                          | [ 13 ] |
| 14 мая      | Lemonade                                                                | Бейонсе                         | [ 14 ] |
| 21 мая      | Views                                                                   | Дрейк                           | [ 15 ] |
| 28 мая      | Views                                                                   | Дрейк                           | [ 40 ] |
| 4 июня      | Views                                                                   | Дрейк                           | [ 41 ] |
| 11 июня     | Views                                                                   | Дрейк                           | [ 42 ] |
| 18 июня     | Views                                                                   | Дрейк                           | [ 16 ] |
| 25 июня     | Views                                                                   | Дрейк                           | [ 17 ] |
| 2 июля      | Views                                                                   | Дрейк                           | [ 43 ] |
| 9 июля      | Views                                                                   | Дрейк                           | [ 18 ] |
| 16 июля     | Views                                                                   | Дрейк                           | [ 19 ] |
| 23 июля     | California                                                              | Blink-182                       | [ 20 ] |
| 30 июля     | Views                                                                   | Drake                           | [ 44 ] |
| 6 августа   | Views                                                                   | Drake                           | [ 45 ] |
| 13 августа  | Views                                                                   | Drake                           | [ 46 ] |
| 20 августа  | Major Key                                                               | DJ Khaled                       | [ 47 ] |
| 27 августа  | Suicide Squad: The Album                                                | Саундтрек к/ф «Отряд самоубийц» | [ 48 ] |
| 3 сентября  | Suicide Squad: The Album                                                | Саундтрек к/ф «Отряд самоубийц» | [ 49 ] |
| 10 сентября | Blonde                                                                  | Фрэнк Оушен                     | [ 21 ] |
| 17 сентября | Encore: Movie Partners Sing Broadway                                    | Барбра Стрейзанд                | [ 50 ] |
| 24 сентября | Birds in the Trap Sing McKnight                                         | Трэвис Скотт                    | [ 51 ] |
| 1 октября   | They Don’t Know                                                         | Джейсон Алдин                   | [ 23 ] |
| 8 октября   | Views                                                                   | Drake                           | [ 24 ] |
| 15 октября  | Illuminate                                                              | Шон Мендес                      | [ 52 ] |
| 22 октября  | A Seat at the Table                                                     | Соланж Ноулз                    | [ 25 ] |
| 29 октября  | Revolution Radio                                                        | Green Day                       | [ 53 ] |
| 5 ноября    | Walls                                                                   | Kings of Leon                   | [ 54 ] |
| 12 ноября   | Joanne                                                                  | Lady Gaga                       | [ 29 ] |
| 19 ноября   | Trap or Die 3                                                           | Jeezy                           | [ 55 ] |
| 26 ноября   | This House Is Not for Sale                                              | Bon Jovi                        | [ 30 ] |
| 3 декабря   | We Got It from Here... Thank You 4 Your Service                         | A Tribe Called Quest            | [ 56 ] |
| 10 декабря  | Hardwired... to Self-Destruct                                           | Metallica                       | [ 31 ] |
| 17 декабря  | Starboy                                                                 | The Weeknd                      | [ 57 ] |
| 24 декабря  | The Hamilton Mixtape                                                    | Various Artists                 | [ 58 ] |
| 31 декабря  | 4 Your Eyez Only                                                        | J. Cole                         | [ 59 ] |